# Soleil Ô
Soleil Ô  es una película del año 1969 dirigida por Med Hondo.

## Sinopsis
La película Soleil Ô, rodada en cuatro años con un presupuesto muy reducido, cuenta la historia de un inmigrante negro que va a París, al país de “sus antepasados los galos”. Este manifiesto denuncia una nueva forma de esclavitud: el inmigrante busca desesperadamente trabajo, un lugar donde vivir, pero solo encuentra indiferencia, rechazo, humillación… hasta el grito final de rebelión. “Soleil Ô” es el título de un canto antillano que narra el dolor de los negros de Dahomey (ahora Benín) que fueron llevados como esclavos al Caribe.

## Premios
- Festival Internacional de Cine de Locarno 1970